# Egészségügyi marketing
Az egészségügyi marketing az egészségügyi szolgáltatásokat a hagyományos marketing eszközeivel népszerűsíti. Módszerei lehetővé teszik a népesség egészségét megóvó szolgáltatásokról, illetve az orvostudományi áttörésekről szóló, széles körű és hatékony kommunikációt. Az egészségügyi marketing keretrendszerét ma már az egészségügy területén tevékenykedők, így a gyógyszergyárak, egészségügyi intézmények, népegészségügyi szervek, civil kezdeményezések, magánpraxisok is széles körben alkalmazzák.

## Definíció
Az Amerikai Járványügyi Hivatal (CDC) meghatározása szerint az egészségügyi marketingben egészségügyi információkat és szolgáltatásokat hozunk létre, kommunikálunk és teszünk elérhetővé ügyfélközpontú és tudományosan megalapozott stratégiák alapján, ezáltal megóvva a népesség egészségi állapotát.
Az egészségügyi marketing egy multidiszciplináris gyakorlat, melyben marketinges kutatások alapján edukálják, motiválják és informálják a közvéleményt az egészségügyről. A terület a hagyományos marketinget az orvosi kutatásokkal, elméletekkel és gyakorlattal integrálja.
Az egészségügyi marketing egy komplex stratégiai keretrendszer, amely segítséget nyújt az egészségügyi fejlesztések, kampányok, kommunikáció és kutatási projektek megtervezésében.
Az egészségügyi marketing olyan intézményi menedzsmentkoncepció, amely magában foglalja az egészségpiaci tevékenységek tervezését, koordinációját és kontrollját.

## Egészségügyi marketing a gyakorlatban
Az egészségügyi marketing aktívan alkalmazza a marketingmixet, más néven a 4P-t a stratégia létrehozása során:
- A termék (product) ebben az esetben maga az egészségügyi szolgáltatás, például egy sebészeti beavatkozás vagy szűrővizsgálat.
- Az értékesítés (place) itt azokra a helyekre és csatornákra vonatkozik, melyeken keresztül ezeket a szolgáltatásokat a közösség tagjai igénybe vehetik.
- Az ár (price) ebben az esetben a szolgáltatás igénybevételéhez szükséges pénzben kifizetendő árat vagy más befektetést jelöl, például az egészségügyi központig megtett utat, a várakozás időt[5] stb., ami meghatározhatja, hogy a célcsoport tagjai mely szolgáltatást választják, vagy igénybe veszik-e azt egyáltalán.
- A promóció vagy reklámstratégia (promotion) ez esetben hasonló a hagyományos marketingkampányok által alkalmazott stratégiákhoz. A termékről országos kampányokban tájékoztatják a lakosságot, a szaklapok informálják a szakmai közösséget az újdonságokról stb.

### A célpiac meghatározása
Minden marketingstratégia kidolgozásának kritikus eleme a célpiac megfelelő meghatározása. A célközönség tagjait mindig olyan csoportok adják, melyeknek közösek az igényeik, prefrenciájuk, érdeklődésük.
A marketingmix elemeit minden esetben a célközönségre szabják a lehető legjobb eredmény elérése érdekében. Ez azért kiemelten fontos, mert a különféle célközönségek eltérő értékrendjük miatt más és más típusú kampányokra reagálhatnak pozitívan. Az idősebb korosztály körében például egy a bőrrákról szóló információs anyag népszerűbbnek bizonyulhat, mint egy az elhízás kockázatairól szóló online játék, míg a tizenévesek körében a játék népszerűbb lesz, miközben mindkét csoport ugyanazzal az időbefektetéssel „fizet” a számára hasznos információért.
- A piac definiálása

Meg kell határozni, kik azok az emberek, akikre az üzenetet célozni akarjuk. Nagyon egyszerűen például azt mondhatjuk, ha egy olyan kampányt tervezünk, amely arra ösztönzi az embereket, hogy teszteltessék magukat cukorbetegségre, akkor mindenekelőtt olyan embereket kell megszólítanunk, akik nincsenek tudatában annak, hogy cukorbetegek.
- Szegmentáció

Meg kell határozni azokat a tulajdonságokat, amelyek szerint a célközönséget kategóriákra osztjuk fel (a hagyományos marketingben ezt nevezzük buyer personának). Ilyen tulajdonságok lehetnek például a kor, nem, etnikum, földrajzi helyzet, legmagasabb képzettség, bevétel, rizikófaktorok stb.
A diabétesz teszt esetében például a marketinges szakemberek a kutatásokból láthatják, hogy a cukorbetegség gyakrabban fordul elő az alacsony jövedelemmel és alacsonyabb képzettséggel rendelkezők körében.
- Szegmensanalízis

A konkrét célközönség meghatározását követően a marketinges szakemberek részletesen igyekeznek megismerni a csoportba tartozók tulajdonságait és viselkedésmódját. Ehhez kutatási eredményeket használnak fel vagy saját kutatásokat végeznek felmérésekkel, fókuszcsoportokkal vagy más adatgyűjtés révén. Az elemzés során megfigyelik például, hogy a célcsoport tagjai milyen médiumokat követnek figyelemmel, mit csinálnak szabadidejükben, hogyan kommunikálnak egymással, milyen nyelveket beszélnek, mi az általános véleményük az adott egészségügyi kérdésről, milyen értékeket mondanak magukénak stb.
A sztereotípiák kizárása érdekében tudományos kutatási módszerekkel és tényekkel alátámasztott információkkal kell végezni az elemzést, így a kampányt megtervezők személyes benyomásai nem befolyásolhatják negatívan a kampányt.

## Fordítás
Ez a szócikk részben vagy egészben  a   Health marketing című angol Wikipédia-szócikk ezen változatának fordításán alapul.  Az eredeti cikk szerkesztőit annak laptörténete sorolja fel. Ez a jelzés csupán a megfogalmazás eredetét és a szerzői jogokat jelzi, nem szolgál a cikkben szereplő információk forrásmegjelöléseként.